# 73-й отдельный бронепоезд
Не следует путать с 73-м отдельным бронепоездом войск НКВД по охране железнодорожных сооружений
73-й отдельный броневой поезд (73-й отдельный бронепоезд, 73 обп) — формирование (воинская часть — отдельный бронепоезд) и боевая машина автобронетанковых, позднее бронетанковых и механизированных войск РККА Вооружённых Сил СССР в Великой Отечественной войне.
73 обп в действующей армии с 11 (10) ноября 1941 года по 22 (21) января 1945 года. В исторической литературе и периодической печати встречается именное наименование броневого поезда «Мурманец», возможно, оно было неофициальное.

## История
Боевая машина (бронепоезд) изготавливалась с октября 1941 года инженерами и рабочими вагонного депо станции Мурманск Кировской железной дороги для нужд обороны Заполярья. Ответственными за ход изготовления изделия были назначены пограничники НКВД СССР.
Воинская часть АБТВ формировалась с октября 1941 года в Мурманске, вооружением и личным составом оснащалась за счёт Северного флота ВМФ СССР и сотрудников и работников железнодорожной станции Мурманск. В первый рейс, в район станции Лоухи, броневой поезд «Мурманец» вышел 25 апреля 1942 года.
73-й отдельный бронепоезд сформирован на базе этого состава директивой ГАБТУ КА № 2/294/III от 11 июня 1942 года.
Броневой поезд действовал в Заполярье, где осуществлял оборону железнодорожных линий Кировской железной дороги на участке Лоухи — Кемь — Беломорск, также сопровождал железнодорожные составы с военными и народно-хозяйственными грузами и защищал их от нападений авиации нацистской Германии, и подавлял немецкие огневые точки.
После окончания боевых действий в Заполярье в активных боях участия не принимал, дислоцировался там же.

## Состав и вооружение
Первоначально боевая машина состояла из одного состава (поезда) включавшего в себя три броневые площадки (№ 1, № 2 и № 3), два броневых паровоза и базы. На основном вооружении броневого поезда находились три 100-мм морских орудия Б-24, шесть 7,62 мм пулемётов «Максим» и четыре зенитных пулемёта. Для стрельбы по воздушным целям установлен оптический дальномер. Всё вооружение было получено с арсеналов Северного флота ВМФ ВС Союза ССР.

## В составе
| Дата            | Фронт                     | Армия                | Дивизия | Бригада | Полк | Примечания |
| --------------- | ------------------------- | -------------------- | ------- | ------- | ---- | ---------- |
| 01.01.1942 года | Карельский фронт          | 14-я армия           | -       | -       | -    | -          |
| 01.02.1942 года | Карельский фронт          | 14-я армия           | -       | -       | -    | -          |
| 01.03.1942 года | данных нет                | -                    | -       | -       | -    | -          |
| 01.04.1942 года | данных нет                | -                    | -       | -       | -    | -          |
| 01.05.1942 года | данных нет                | -                    | -       | -       | -    | -          |
| 01.06.1942 года | данных нет                | -                    | -       | -       | -    | -          |
| 01.07.1942 года | Карельский фронт          | 26-я армия           | -       | -       | -    | -          |
| 01.08.1942 года | Карельский фронт          | 26-я армия           | -       | -       | -    | -          |
| 01.09.1942 года | Карельский фронт          | 26-я армия           | -       | -       | -    | -          |
| 01.10.1942 года | Карельский фронт          | 26-я армия           | -       | -       | -    | -          |
| 01.11.1942 года | Карельский фронт          | 26-я армия           | -       | -       | -    | -          |
| 01.12.1942 года | Карельский фронт          | 26-я армия           | -       | -       | -    | -          |
| 01.01.1943 года | Карельский фронт          | 26-я армия           | -       | -       | -    | -          |
| 01.02.1943 года | Карельский фронт          | 26-я армия           | -       | -       | -    | -          |
| 01.03.1943 года | Карельский фронт          | 26-я армия           | -       | -       | -    | -          |
| 01.04.1943 года | Карельский фронт          | 26-я армия           | -       | -       | -    | -          |
| 01.05.1943 года | Карельский фронт          | 26-я армия           | -       | -       | -    | -          |
| 01.06.1943 года | Карельский фронт          | 26-я армия           | -       | -       | -    | -          |
| 01.07.1943 года | Карельский фронт          | 26-я армия           | -       | -       | -    | -          |
| 01.08.1943 года | Карельский фронт          | 26-я армия           | -       | -       | -    | -          |
| 01.09.1943 года | Карельский фронт          | 26-я армия           | -       | -       | -    | -          |
| 01.10.1943 года | Карельский фронт          | 26-я армия           | -       | -       | -    | -          |
| 01.11.1943 года | Карельский фронт          | 26-я армия           | -       | -       | -    | -          |
| 01.12.1943 года | Карельский фронт          | 26-я армия           | -       | -       | -    | -          |
| 01.01.1944 года | Карельский фронт          | 26-я армия           | -       | -       | -    | -          |
| 01.02.1944 года | Карельский фронт          | 26-я армия           | -       | -       | -    | -          |
| 01.03.1944 года | Карельский фронт          | 26-я армия           | -       | -       | -    | -          |
| 01.04.1944 года | Карельский фронт          | 26-я армия           | -       | -       | -    | -          |
| 01.05.1944 года | Карельский фронт          | 26-я армия           | -       | -       | -    | -          |
| 01.06.1944 года | Карельский фронт          | 26-я армия           | -       | -       | -    | -          |
| 01.07.1944 года | Карельский фронт          | 26-я армия           | -       | -       | -    | -          |
| 01.08.1944 года | Карельский фронт          | 26-я армия           | -       | -       | -    | -          |
| 01.09.1944 года | Карельский фронт          | 26-я армия           | -       | -       | -    | -          |
| 01.10.1944 года | Карельский фронт          | 26-я армия           | -       | -       | -    | -          |
| 01.11.1944 года | Карельский фронт          | 26-я армия           | -       | -       | -    | -          |
| 01.12.1944 года | нет данных                | -                    | -       | -       | -    | -          |
| 01.01.1945 года | -                         | 14-я отдельная армия | -       | -       | -    | -          |
| 01.02.1945 года | Беломорский военный округ | -                    | -       | -       | -    | -          |
| 01.03.1945 года | Беломорский военный округ | -                    | -       | -       | -    | -          |
| 01.04.1945 года | Беломорский военный округ | -                    | -       | -       | -    | -          |
| 01.05.1945 года | Беломорский военный округ | -                    | -       | -       | -    | -          |

## Командиры

### Воинской части
- Александров Иван Михайлович, капитан.
- Логинов Михаил Андреевич, 6 июля 1915 года рождения, село Вырыпаево, Ромодановский район, Мордовская АССР, старший лейтенант, капитан, майор, подполковник, ранее командир бронеплощадки 73 обп[7].

### Подразделений
- Никулинский Борис Григорьевич, старший лейтенант, командир первой бронеплощадки 73 обп.
- Аттаров Семён Семёнович, старший лейтенант, командир второй бронеплощадки 73 обп.
- Пучковский Валентин Владимирович, старший лейтенант, адъютант 73 обп.
- Кудренко Иван Алексеевич, старший сержант, командир орудия бронеплощадки 73 обп.
- Бервинов Владимир Николаеевич, старшина, командир орудия второй бронеплощадки 73 обп.
- Деривянко Иван Иванович, младший сержант, заместитель командира орудия бронеплощадки 73 обп.
- Даниленко Захар Терентьевич, младший сержант, заместитель командира орудия третей бронеплощадки 73 обп.

В составе экипажа БМ находилась бригада машинистов-военнослужащих во главе с командиром паровозной бригады старшим машинистом В. П. Смирновым, и машинисты Василий Беляев, Сабуров, Огнев, Расцов, Бочков и другие, бывшие работники Мурманского депо.